# Albarín blanco

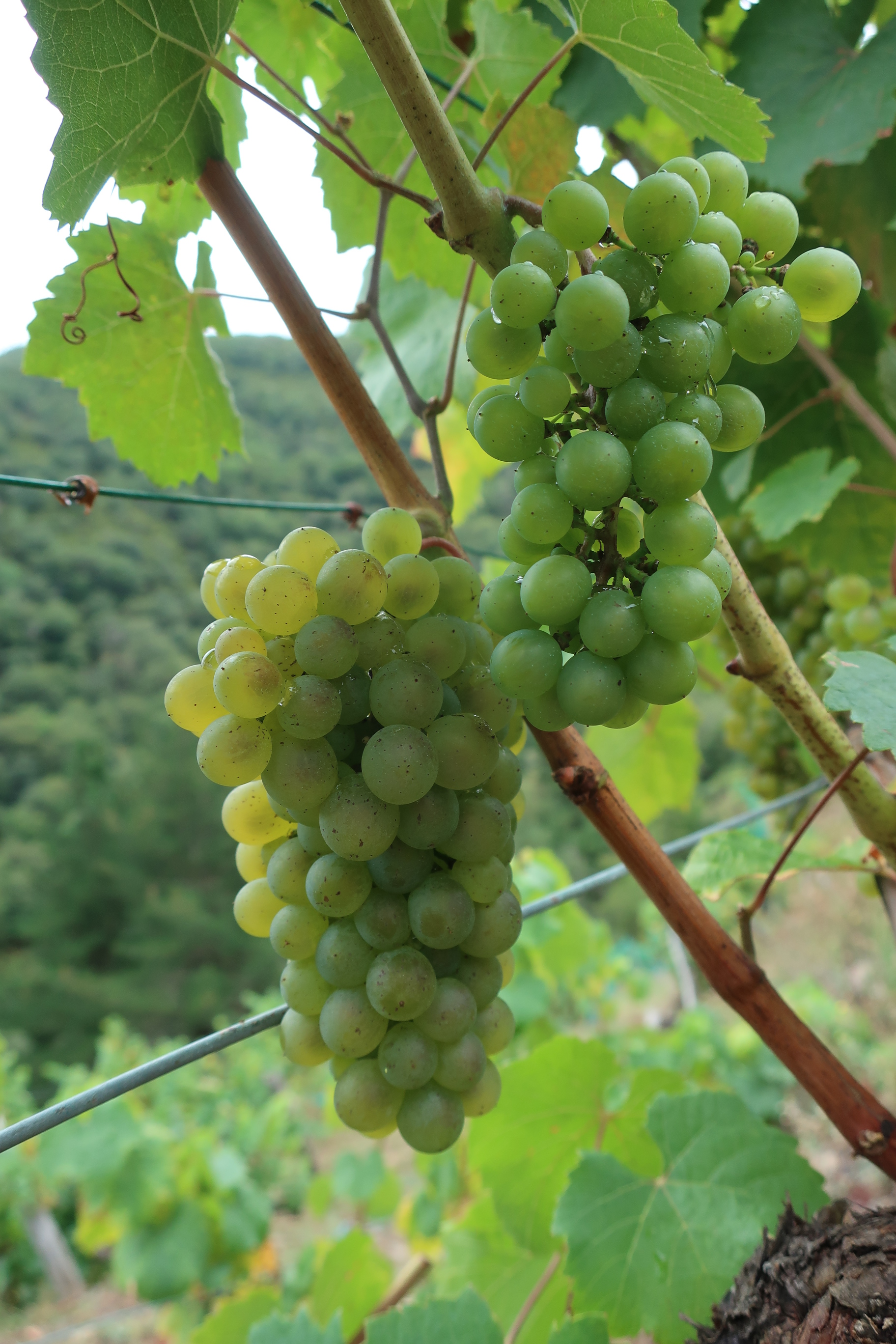
Racimos de uvas de variedad Albarín Blanco en avanzado estado de maduración en el concejo de Ibias

Albarín blanco es una variedad de vid de uva blanca destinada a la producción de vino y cultivada en España. Según la Orden APA/1819/2007, de 13 de junio (BOE del día 21), es una variedad recomendada como uva de vinificación en el Principado de Asturias y como autorizada en Castilla y León y Cantabria.
Es una de las variedades autóctonas de Asturias junto con el Albarín negro, el Verdejo Negro y el Carrasquín. Todas ellas se emplean en la DOP de Vino de Cangas. Además, es empleada como uva de vinificación preferente en la DO León.

## Características
Variedad blanca de racimo cónico de 1 a 3 alas, de compacidad media y pedúnculo corto. Los uvas de color verde amarillento, tienen forma elíptica con tamaño y color uniforme y sabor con un toque a moscatel. La hoja tiene forma pentagonal con tres o cinco lóbulos, pigmentación antocianica de los nervios principales en la hoz y en el envés. Seno peciolar y senos laterales abiertos en forma de V. Es conocida también como Blanco Verdin, sobre todo en la zona de Ibias Esta variedad se caracteriza por tener una gran frescura y una altisima intensidad aromática. Organolépticamente, conjuga los aromas herbáceos y frescos de la Verdejo con la calidez y las notas tropicales del Albariño, pero además, presenta fondos amoscatelados en el posgusto. No debe confundirse con esta última.